# Decomposizione primaria
In algebra commutativa, la decomposizione primaria di un ideale è la sua espressione come intersezione di ideali di un particolare tipo (primari); è una costruzione che generalizza da un lato la fattorizzazione dei numeri interi in numeri primi e dall'altro la decomposizione degli insiemi algebrici in varietà affini irriducibili.

## Storia
Il concetto di ideale primario è stato introdotto nel 1905 dal matematico e scacchista Emanuel Lasker.

## Definizioni

### Ideali primari
Un ideale primario di un anello A è un ideale Q tale che, se il prodotto xy appartiene a Q e y no, allora esiste un numero naturale n tale che xn appartiene a Q. Un modo di caratterizzare (e quindi una definizione alternativa) gli ideali primari è come quegli ideali Q tali che, nell'anello quoziente A/Q, l'insieme dei divisori dello zero coincida con quello degli elementi nilpotenti.
Ad esempio, in {\displaystyle \mathbb {Z} }, gli ideali primari sono gli ideali (pn), dove p è un numero primo.
Sono simili agli ideali primi: per essi, infatti, se xy è in Q e y no allora x deve appartenere a Q. Ne segue che ogni ideale primo è anche primario; inoltre il radicale di un ideale primario è primo. Un ideale primario con radicale P è detto P-primario.
Tra gli ideali primari vi sono le potenze degli ideali massimali; tuttavia non è detto né che tutte le potenze di ideali primi siano primarie, né che ogni ideale primario sia potenza di un ideale primo.

### Decomposizione primaria
Una decomposizione primaria di un ideale I è una sua scrittura come intersezione finita di ideali primari: {\displaystyle I=Q_{1}\cap \cdots \cap Q_{s}}, dove i Qi sono primari. Se I ha una decomposizione primaria, allora è detto decomponibile.
Una tale decomposizione è detta minimale (o irridondante) se non è possibile eliminare nessuno dei Qi, ovvero se l'intersezione {\displaystyle Q_{1}\cap \cdots Q_{i-1}\cap Q_{i+1}\cap \cdots \cap Q_{s}} contiene propriamente I; alternativamente, se {\displaystyle Q_{1}\cap \cdots Q_{i-1}\cap Q_{i+1}\cap \cdots \cap Q_{s}\nsubseteq Q_{i}} per ogni i.

## Esistenza e unicità
In un anello arbitrario, non è detto che ogni ideale abbia una decomposizione primaria, né che tale decomposizione, quando esista, sia unica.
Negli anelli noetheriani, tuttavia, ogni ideale può essere scritto come intersezione finita di ideali irriducibili, e ogni ideale irriducibile è primario; ne segue che ogni ideale di un anello noetheriano ha una decomposizione primaria.
Per quanto riguarda l'unicità, il primo passo è ridursi alle decomposizioni minimali: tuttavia neppure in questo caso i Qi sono univocamente determinati. Un esempio è l'ideale {\displaystyle I=(X^{2},XY)} in {\displaystyle K[X,Y]} (dove K è un campo), che può essere scritto sia come {\displaystyle (X)\cap (X,Y)^{2}} che come {\displaystyle (X)\cap (X^{2},Y)}. L'unicità può essere recuperata considerando il radicale degli elementi della decomposizione primaria: più precisamente, se {\displaystyle I=Q_{1}\cap \cdots \cap Q_{s}} è una decomposizione primaria e Pi è il radicale di Qi, allora i Pi sono gli ideali primi nell'insieme
{\displaystyle \{rad((I:_{A}xA))|x\in A\}}
(dove {\displaystyle (I:_{A}xA)=\{a\in A|xa\in I\}}) che è indipendente dalla decomposizione di partenza.
In particolare, nei domini di Dedekind, ogni ideale può essere scritto in modo unico come prodotto di potenze di ideali primi: questa è una generalizzazione di quanto avviene nell'anello dei numeri interi (così come negli altri domini ad ideali principali, che sono particolari domini di Dedekind), dove gli ideali primi sono generati dai numeri primi e gli ideali primari dalle sue potenze: la decomposizione primaria in questo caso corrisponde alla fattorizzazione del generatore dell'ideale in potenze di numeri primi.